# Peakesia nana
Peakesia nana är en insektsart som beskrevs av Sjöstedt 1921. Peakesia nana ingår i släktet Peakesia och familjen gräshoppor. Inga underarter finns listade i Catalogue of Life.